# Raymond Breton
Raymond Breton (Bauné, 3 de setembro de 1609 – Caen, 8 de janeiro de 1679) foi um missionário e linguista dominicano-francês que trabalhou com os índios do Caribe, em particular os Garífunas (anteriormente conhecidos como caribenhos negros pelos europeus, e Callinago entre eles mesmos).

## Vida
Breton entrou na Ordem de S. Domingos com a idade de dezessete anos e foi enviado em 1627 para o priorado de St. Jacques, em Paris, para terminar a sua formação clássica e fazer o seu curso de filosofia e teologia. Após ter obtido a sua licenciatura em teologia, partiu com outros três dominicanos para as Índias Ocidentais Francesas em 1635, e foi um dos primeiros europeus a viver em Guadalupe.